# جیمی سی نیومن
جیمی سی نیومن (انگلیسی: Jimmy C. Newman؛ ۲۹ اوت ۱۹۲۷ – ۲۱ ژوئن ۲۰۱۴) یک موسیقی‌دان اهل ایالات متحده آمریکا بود. وی بین سال‌های ۱۹۵۴ تا ۲۰۱۴ میلادی فعالیت می‌کرد.